# Krzysztof Domaradzki
Krzysztof Domaradzki (Łódź, 12 de noviembre de 1945-26 de junio de 2020) fue un arquitecto, urbanista, escenógrafo y profesor polaco.

## Biografía
Doctor en Arquitectura por la Universidad Tecnológica de Varsovia, fue profesor en la misma universidad la mayor parte de su vida. Durante un tiempo también fue profesor asistente en la Universidad Tecnológica de Lodz. Entre 1971 y 1973 estuvo en Canadá, donde trabajó como urbanista en Montreal. No obstante, sus primeros trabajos estuvieron relacionados con la escenografía de películas y platós de cine durante una década entre 1970 y 1980.
Cuando fue posible en Polonia, fundó su propio estudio privado profesional, desde donde desarrolló principalmente proyectos de diseño urbano. Fue además fundador de ESPEA, una cooperativa de arquitectos, la segunda no estatal creada en Polonia y activa hasta 1995. Trabajó en la restructuración y diseño de numerosos núcleos urbanos en Varsovia y fue coautor del concepto de ciudades jardín en la conurbación de la capital polaca. Entre los proyectos de diseño en los que se ocupó cabe destacar la Ruta Real, principal espacio público histórico de la ciudad y Krakowskie Przedmieście, una de las más majestuosas calles de Varsovia, sitios ambos que forman parte del Patrimonio de la Humanidad de la Unesco.
Participó en importantes concursos urbanísticos internacionales como el de la mejora de la estructura urbana de Nuevo Belgrado, con el que ganó el primer premio junto a Olgierd Dziekoński y Zbigniew Garbowski, así como en Praga.
Fue autor del libro Przestrzeń Warszawy. Tożsamość miasta a urbanistyka (El espacio de Varsovia. La identidad de la ciudad y la planificación urbana), publicado por el Museo del Alzamiento de Varsovia en 2016. Entre 1984 y 1987 fue vicepresidente de la Sección de Varsovia de la Asociación de Arquitectos Polacos, y de 2000 a 2006, de la Sociedad de Urbanistas. Asimismo, fue consultor del alcalde de Varsovia entre 2008 y 2011, y en 2015 fue elegido miembro del Consejo de Arquitectura y Espacio Público de Varsovia.
En 1979 fue galardonado con la Sirena de Plata por sus servicios a Varsovia y en 2016 se le concedió la Cruz de Caballero de la Orden Polonia Restituta.
Krzysztof Domaradzki falleció en junio de 2020 y está enterrado en el cementerio Powązki de Varsovia.